# 티토 준코

티토 준코(Tito Junco, 1915년 10월 3일 ~ 1983년 12월 9일)는 멕시코의 배우, 텔레비전 배우, 영화배우이다.
멕시코시티에서 사망하였다.

## 영화
- 마지막 만찬 (1976년)
- 학살의 천사 (1962년)
- 애련의 장미 (1956년)
- 사랑없는 여자 (1952년)
- 모험가 (1950년)